# Америко, Марио
Ма́рио Аме́рико (порт.-браз. Mário Américo; 28 июля 1912, Монти-Санту-ди-Минас — 9 апреля 1990, Сан-Паулу) — бразильский футбольный массажист. Работал по профессии в сборной Бразилии на протяжении 25 лет. Был участником семи чемпионатов мира, в трёх из которых команда одерживала победу.

## Карьера
Марио Америко родился в семье рабочего и прачки. Когда сыну был только год, умер отец, а потому уже с семи лет Марио пришлось начать работать на ферме: он трудился скотоводом, чистил хлев, помогал на кухне. В восемь лет он сбежал из дома и уехал в Рио-де-Жанейро, надеясь поселиться у двоюродного брата Валтера Мелькиядеса. Но когда Америко прибыл в город, то понял, что не знает, где живёт брат. Однако на вокзале его заметил и приютил местный чистильщик ботинок Антониу, который начал обучать Марио этому виду деятельности. Затем Америко работал мойщиком машин, помощником Мелькиядеса, который работал автомехаником, был ударником в оркестре, до тех пор, пока его, несовершеннолетнего, заметили и запретили трудиться в ночных клубах.
Затем Америко стал боксёром в лёгком весе и тренировался у Кида Жофре, отца чемпиона мира по боксу Эдера Жофре. Десятилетнюю карьеру в боксе (72 боя — 49 побед) он завершил после тяжёлого нокаута от Антонио Мескиты в 1937 году. После того боя врач клуба «Мадурейра» Алмир де Амарал пригласил Америко массажистом в клубе взамен выходящего на пенсию массажиста Джовани. Когда Марио заявил, что не знает ничего о массаже, тот ответил: «Я тоже!». Он стал работать массажистом, одновременно обучаясь в Национальной школе физической культуры. Потом Америко ушёл в клуб «Васко да Гама», куда он попал по просьбе Жаира, лидера клуба и бывшего игрока «Мадурейры». При этом футболист обманом позвал Америко в здание клуба, где в кабинете директора его ждали несколько полицейских, сказавших, что если он не подпишет контракт с «Васко», то будет арестован. Марио испугался и подписал договор, который был сильно лучше его соглашения с предыдущей командой. В 1949 году Флавио Коста, тренер «Васко», пригласил Америко в сборную Бразилии. С ней он, в том же году, дошёл до финала чемпионата мира, где команда проиграла Уругваю.

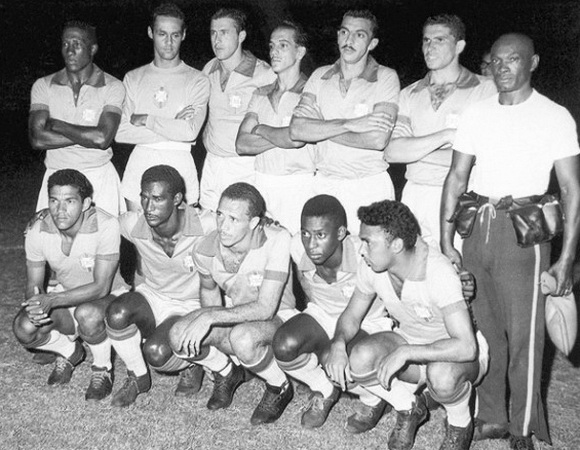
Марио Америко (крайний справа) вместе со сборной Бразилии в 1959 году

В 1953 году в матче «Васко да Гамы», в которой долгое время работал Америко, и клуба «Португеза Деспортос» произошла драка. На поле даже выбежал президент «Португезы» Марио Аугусто Исайас, который стал бить ногой одного из игроков «Васко». Тогда Америко оскорбил Исайаса, после чего того полез к нему с кулаками. Америко с одного удара отправил Марио Аугусто в нокаут. Через некоторое время Исайас прислал телеграмму Америко, в которой извинился и признал, что руководитель клуба не должен участвовать в подобных столкновениях. А позже, при встрече, он же пригласил Америко к себе в команду, заявив: «Нам в „Португезе“ нужны настоящие мужчины». В этом клуба массажист в дальнейшем проработал 19 лет.
В 1958 году перед началом финального матча чемпионата мира, в котором Бразилия встречалась со Швецией, глава делегации бразильцев Пауло Машадо де Карвальо сказал Америко, что хотел бы получить мяч, которым играли в этой встрече. По окончании матча, Марио сзади подбежал к судье встречи Морису Гигу, державшим мяч под мышкой, выбил его и подхватив, убежал в раздевалку. Там он спрятал мяч в корзине с бельём, а когда Америко нашли, вручил судье другой мяч. Подмену не обнаружили, а Марио позже отдал настоящий мяч Пауло Машадо. Четыре года спустя он проделал ровно тоже самое: выбил мяч у судьи финальной встречи Николая Латышева, а после вернул ему подменный. На том же первенстве мира Америко присматривал за Пеле, который страдал лунатизмом и ходил по номеру.
Перед началом чемпионата мира 1966 года в стан сборной Бразилии были вызваны 45 человек, из которых предполагалось вызвать 22. И чтобы не развязывать конфликтов, раздать личные конверты с указанием, что тот или иной игрок попал или не попал в состав команды было назначено Америко, так как руководство бразильцев опасалось гневной реакции некоторых футболистов. На чемпионате мира 1974 бразильцы из четырёх игр выиграли только одну. Марио видел причину во враче команды Адмилдо Широле, который не смог сделать достаточную функциональную подготовку игроков. При этом сам Широл также негативно относился к Марио, предлагая не брать его на турнир из-за проблем со зрением. В 1976 году Америко самоятельно ушёл из сборной страны.
Завершив карьеру в футболе, Америко открыл Институт массажа в Сан-Паулу, где массажировал многих известных людей в Бразилии, а также обучал юных массажистов. Также он являлся политиком, в частности в 1976 году выиграл выборы в Муниципальное собрание штата Сан-Паулу. После первого срока Америко решил не продолжать политическую карьеру, сказав, что у него нет к этому призвания.

## Личная жизнь
Марио Америко был женат на Марией де Соуза. У них родилось двое детей — Вера Лусия и Мария Сезар. После смерти первой жены, в 1966 году Америко женился во второй раз на Марии Илде Роша. У них родился сын Марио Америко Жуниор.